# Gandetalbrücke
Die Gande-Talbrücke ist eine Eisenbahnbrücke am Streckenkilometer 61,12 der Schnellfahrstrecke Hannover–Würzburg im niedersächsischen Landkreis Northeim. 

## Lage und Verlauf
Die Brücke verläuft annähernd von Norden kommend in Richtung Süden zirka 1200 m westlich Bad Gandersheims sowie rund 900 m östlich des Ortes Orxhausen und überspannt mit neun Feldern und einer Länge von 396 m unter anderem die Bundesstraße 64 sowie die Bahnstrecke von Kreiensen nach Salzgitter.
Die Trasse verläuft im Bauwerksbereich gerade. Nördlich schließt sich, nach einem kurzen Damm und einen Einschnitt, der Wadenbergtunnel an. Südlich folgt, nach einem Damm, der Betriebsbahnhof Orxhausen.

## Tragwerk

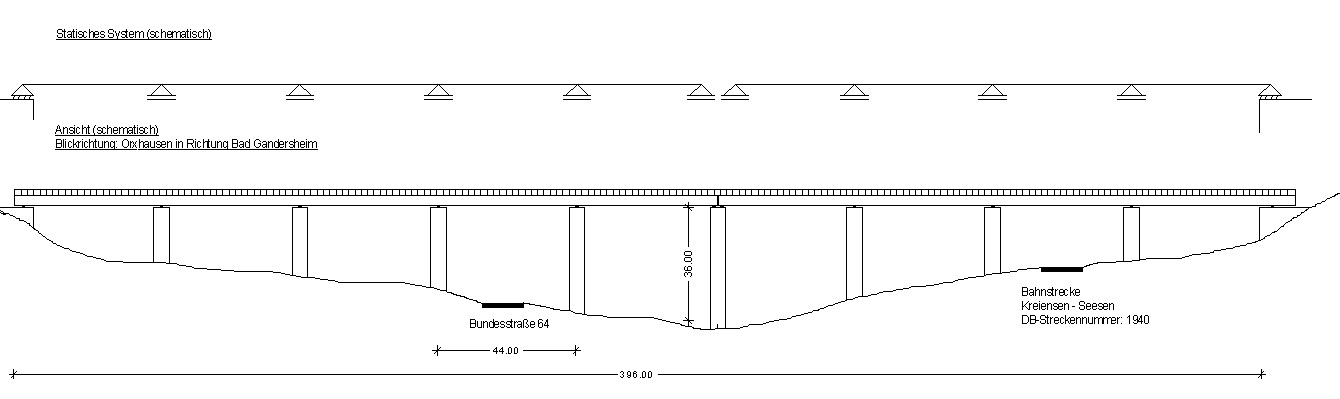
Statisches System und Ansicht (schematisch)

Die Besonderheit gegenüber einer Vielzahl der Talbrücken der Schnellfahrstrecke ist der Überbau, welcher aus zwei einzelnen Durchlaufträgern besteht. 
Getrennt wurden die beiden Überbauten auf dem 4. Pfeiler (von Widerlager Würzburg). Hier befindet sich eine Bewegungsfuge, um Zwang und Eigenspannungen durch thermische- bzw. horizontale Lasten zu vermeiden.
Die rund 14 m breite Brücke wurde zweigleisig mit durchgehendem Schotterbett nach dem Regelquerschnitt für Brückenbauten der Deutschen Bundesbahn dimensioniert.

## Geschichte
Das Bauwerk lag im 2,6 km langen Planfeststellungsabschnitt 2.12 der Neubaustrecke.